# Expédition 47 (ISS)
Insigne de la mission
Chronologie
Expédition 46  Expédition 48 
L'Expédition 47 est la 47e mission de longue-durée à bord de la Station spatiale internationale (ISS). Cette expédition porte sur de la recherche musculosquelettique, en chimie et l'élaboration d'un démonstrateur technique .

## Équipage
| Position           | Première partie (mars 2016)                  | Seconde Partie (mars 2016 à septembre 2016)  |
| ------------------ | -------------------------------------------- | -------------------------------------------- |
| Commandant         | Timothy Kopra, NASA 2e vol spatial           | Timothy Kopra, NASA 2e vol spatial           |
| Ingénieur de vol 1 | Timothy Peake, ESA 1er vol spatial           | Timothy Peake, ESA 1er vol spatial           |
| Flight Engineer 2  | Iouri Malentchenko, Roscosmos 6e vol spatial | Iouri Malentchenko, Roscosmos 6e vol spatial |
| Flight Engineer 3  |                                              | Alekseï Ovtchinine, RSA 1er vol spatial      |
| Flight Engineer 4  |                                              | Oleg Skripotchka, RSA 2e vol spatial         |
| Flight Engineer 5  |                                              | Jeffrey Williams, NASA 4e vol spatial        |

## Objectif de la mission
Les trois objectifs de l'expédition 47 sont l'étude du système musculaire et squelettique lors des vols spatiaux, la capacité des tablettes à se dissoudre en microgravité et la possibilité de réduire l'encombrement des équipements d'activité physique lors des missions longue-durée.

## Déroulement de la mission
Aucune sortie extravéhiculaire n'est effectuée au cours de la mission.